# اسفروسیتوز
اسفروسیتوز ارثی (به انگلیسی: Hereditary spherocytosis) یک آسیب ارثی است که به سبب نقص در سنتز یک آنکرین ۱ غشایی یا کاهش توانایی اسپکترین در اتصال به  باند ۴.۱ یا آسیب دیدگی غشاء گلبول‌های قرمز روی می‌دهد، گلبول‌های قرمز شکل بیضوی می‌یابند. در این افراد آنمی همولیتیک دیده می‌شود. گلبول‌های قرمز کروی شکل به دلیل شکل غیرمعمول خود از خون جدا شده و به‌دست طحال نابود می‌شوند. این امر موجب کاهش شمار گلبول‌های قرمز در گردش خون شده و در نتیجه کم‌خونی ایجاد می‌شود. طحال نیز به دلیل نابود کردن بی‌رویه گلبول‌های قرمز و انباشتن آنها در خود بزرگ می‌شود و ایجاد درد می‌کند.

## علائم
علائم این بیماری عبارت اند از:کم خونی، زردی، بزرگ شدن طحال و ایجاد شدن سنگ صفراوی و درد در سمت چپ پایین شکم. در اسمیر خون محیطی اجسام هاول ژلی (Howell-Jolly bodies) دیده می‌شود. گویچه‌های سرخ معمولاً نرموسیتیک هستند و تعداد رتیکولوسیتها تا بیست درصد افزایش می‌یابد. افزایش شکنندگی اسموتیک گویچه‌های سرخ، آزمایش کومبس منفی سایر علائم بیماری هستند. در این نوع اسفروسیتوز سلول‌ها هیپوکرومیک هستند در حالی که محتوای هموگلوبین(MCH) آن‌ها طبیعی است. اما بخاطر کاهش سطح به حجم، غلظت همو گلوبین (MCHC) آن‌ها افزایش میابد.

## بیماریزایی
بیماری عمدتاً به صورت اتوزومال غالب (۷۵٪) و در ۲۵٪ موارد به شکل اتوزومال مغلوب (که شکل شدیدتری از بیماریست) به فرزندان منتقل می‌شود. بیماری ظاهراً در اثر نقصی در آنکیرین – که پروتئینی ضروری برای اتصال پروتئین ساختاری اسپکترین به غشاء گویچهٔ سرخ است – رخ می‌دهد.

## اسفروسیتوز غیر ارثی
اسفروسیتوز غیر ارثی یک آنمی همولیتیک اتوایمیون (خودایمنی) است. اسفروسیت‌ها هم‌چنین در بیماری هموگلوبین C و بعضی سوختگی‌های شدید دیده می‌شوند.

## درمان
تنها درمان مؤثر برداشتن کامل طحال (اسپلنکتومی) است. باید احتمال وجود طحال‌های فرعی را در نظر گرفت. اسپلنکتومی موجب رفع آنمی می‌شود. این کار باید بعد از شش سالگی انجام شود تا خطر سپسیس و مرگ کودک کمتر شده باشد. همچنین مصرف اسیدفولیک و تزریق واکسن‌های پنوموکوک، مننگوکوک و هموفیلوس آنفلوانزا قبل از اسپلنکتومی توصیه می‌شود.